# Simon Winstone
Simon Winstone es un autor, guionista y editor de guiones británico, principalmente conocido por su trabajo en Doctor Who y en la telenovela de la BBC EastEnders.

## Carrera
Winstone trabajó para Virgin Books, supervisando su serie Doctor Who Missing Adventures y estuvo brevemente a cargo de New Adventures después de que la serie dejó de ser un vínculo con Doctor Who. Su única novela, New Adventure Where Angels Fear, fue coescrita con Rebecca Levene, su predecesora en New Adventures. 
Winstone se trasladó a la televisión a finales de la década de 1990, trabajando en la popular telenovela de ITV Emmerdale durante un período. Luego trabajó en la serie rival de la BBC EastEnders durante muchos años como editor de historias y luego como productor. En 2005, Winstone fue anunciado como editor de guion de Doctor Who en televisión, un papel que tuvo hasta 2007.
En 2017, Winstone fue nombrado director del dirección de drama de BBC Studios - Gales. En 2019, Winstone se desempeñó como productor ejecutivo en Amazon Prime y Good Omens de BBC Two. 
Ha escrito para el drama criminal Death in Paradise y el drama de época Dickensian, además de ser productor ejecutivo de la serie de acción y aventuras Hooten & the Lady, todas producciones de Red Planet Pictures.